# Гумбейський (Нагайбацький район)
Гумбейський (рос. Гумбейский) — селище у Нагайбацькому районі Челябінської області Російської Федерації.
Входить до складу муніципального утворення Переселенчеське сільське поселення. Населення становить 632 особи (2010).

## Історія
Згідно із законом від 9 липня 2004 року органом місцевого самоврядування є Переселенчеське сільське поселення.

## Населення
| 2002 | 2010 |
| ---- | ---- |
| 675  | ↘632 |